# Căsătorie forțată
Căsătoria forțată este o căsătorie în care una dintre cele două părți este căsătorit cu forța sau împotriva voinței sale.
Căsătoria forțată este distinctă de căsătoria aranjată, în care ambele părți sunt de acord cu aranjamentul părinților care le găsesc o pereche, deși diferența dintre cele două poate fi indistinctă.

## Statistici
Conform unei estimări realizate de organizația caritabilă CARE Canada în anul 2014, peste 39.000 de fete sunt lipsite de copilărie în fiecare zi prin căsătoria forțată.
Potrivit unui studiu realizat de guvernul german în 2011, mii de femei tinere și fete caută anual ajutor la centre de consiliere după ce sunt obligate să se mărite, prin amenințări cu bătaia sau chiar cu moartea, în această țară.
83, 4% dintre ele provin din familii musulmane.
Conform unui raport al Departamentului  britanic pentru Educație din 2011, anual, 8.000 de fete din Marea Britanie, care provin în majoritate din comunitățile hinduse și musulmane, sunt forțate să se căsătorească.
În anul 2008, guvernul estima că numărul acestora era de 3.000.

## Legislație
În Germania, în anul 2010, căsătoriile forțate au fost incluse în Codul Penal și pedepsite cu până la cinci ani de închisoare.
Pe 17 iunie 2014, în Anglia și Țara Galilor a intrat în vigoare o lege care interzice căsătoriile forțate.
Cei care se fac vinovați de a fi mediat o astfel de căsătorie sau de a fi obligat persoane de ambele sexe să se căsătorească împotriva propriei voințe riscă o pedeapsă de până la 7 ani de închisoare.

## În România
Conform codului civil român, căsătoria necesită consimțământul liber al ambilor soți (Art. 258(1), Art. 259(1), Art. 271) Vârsta legală pentru căsătorie este de 18 ani, conform  Art. 272, cu mențiunea că "pentru motive temeinice" se poate aproba legal căsătoria de la 16 ani. (In 2007, Legea nr. 288/2007 a egalizat vârsta minimă de căsătorie a femeilor și bărbaților). Principiul consimțământului liber al soților este stipulat și în Constituția României, Art 48 (1).